# Setylaides chiangmai
Setylaides chiangmai är en skalbaggsart som beskrevs av Zdzisława Stebnicka 2008. Setylaides chiangmai ingår i släktet Setylaides och familjen Aphodiidae. Inga underarter finns listade i Catalogue of Life.